# Theerathon Bunmathan
Theerathon Bunmathan (Thai: ธีราทร บุญมาทัน, * 6. Februar 1990 in Nonthaburi) ist ein thailändischer Fußballspieler.

## Karriere

### Verein
Das Fußballspielen erlernte Theerathon von 2002 bis 2007 in der Bangkok Sports School sowie im Assumption College in Thonburi. Seinen ersten Vertrag unterschrieb der Verteidiger beim damiligen Drittligisten Raj-Pracha FC in Bangkok. Für den Club stand er 10 Mal auf dem Spielfeld. 2009 wechselte er zum thailändischen Spitzenclub Buriram United. Bis Mitte 2016 lief er 218 Mal für den Verein auf und schoss dabei 15 Tore. 2013 wurde er zum Spieler des Jahres gewählt. Zur Rückserie 2016 wechselte er für eine Rekordablösesumme von 35 Millionen Baht zum Erzrivalen Muangthong United. Für Muangthong stand er 42-mal in der ersten Liga auf dem Spielfeld. 2018 wurde er nach Japan zu Vissel Kōbe, der in der ersten Liga spielte, verliehen. Für den Verein, für den auch die Weltmeister Lukas Podolski aus Deutschland und Andrés Iniesta aus Spanien spielten, lief er 28 Mal auf. 2019 wurde er an den ebenfalls an den in der ersten japanischen Liga spielenden Yokohama F. Marinos ausgeliehen. Mit dem Verein aus Yokohama feierte er 2019 die japanische Meisterschaft. Nach der Ausleihe wurde er Anfang 2020 für eine Ablösesumme von einer Million Euro von Yokohama fest unter Vertrag genommen. Nach insgesamt 78 Erstligaspielen für Yokohama kehrte er Ende 2020 zu seinem ehemaligen Verein Buriram United nach Thailand zurück. Am Ende der Saison 2021/22 feierte er mit Buriram die thailändische Meisterschaft. Am 22. Mai 2022 stand er mit Buriram im Finale des FA Cup. Hier besiegte man den Erstligisten Nakhon Ratchasima FC nach Verlängerung mit 1:0. Eine Woche später stand er mit dem Verein im Finale des Thai League Cup, wo man den Erstligisten PT Prachuap FC mit 4:0 besiegte. Nach Saisonende wurde er nach 2013 zum zweiten Mal zum Spieler des Jahres gewählt. Außerdem stand er in der Elf der Saison. Ein Jahr später wurde er wieder mit Buriram Meister, Pokalsieger und Ligapokalsieger. 2024 gewann er wieder die Meisterschaft.
Im Mai 2025 gewann er mit Buriram die ASEAN Club Championship. Hier konnte man sich gegen den vietnamesischen Vertreter Công An Hà Nội FC in zwei Endspielen durchsetzen. Am 24. Mai 2025 stand er mit Buriram im Finale des FA Cups, das man mit 3:2 gegen den Erstligisten Muangthong United gewann. Eine Woche später stand er mit dem Verein im Finale des Thai League Cup. Hier schlug man im BG Stadium den Erstligisten Lamphun Warriors FC mit 2:0.

### Nationalmannschaft
Von 2008 bis 2009 lief er sechs Mal für U19-Nationalmannschaft auf. Das Trikot der U23-Nationalmannschaft trug er von 2009 bis 2013 15 Mal. Hier schoss er in einem Freundschaftsspiel am 16. November 2013 ein Tor gegen die U23-Nationalmannschaft aus Uganda. Seit 2016 spielt er ein der thailändischen A-Nationalmannschaft und absolvierte bisher 73 Partien, in denen er sieben Treffer erzielen konnte. 2021 und 2022 gewann er mit der Auswahl die Südostasienmeisterschaft.

## Erfolge

### Verein
Buriram United
- Thailändischer Meister: 2011, 2013, 2014, 2015, 2021/22, 2022/23, 2023/24, 2024/25

- Thailändischer Pokalsieger: 2011, 2012, 2013, 2015, 2021/22, 2022/23,  2024/25

- Thailändischer Ligapokalsieger: 2011, 2012, 2013, 2015, 2021/22, 2022/23, 2024/25

- Kor-Royal-Cup-Sieger: 2013, 2014, 2015, 2016

- Toyota Premier Cup: 2012, 2014, 2016

- Mekong Club Championship: 2015

- ASEAN Club Championship-Sieger: 2024/25

Muangthong United
- Thailändischer Meister: 2016
- Thailändischer Ligapokalsieger: 2016, 2017
- Thailändischer-Championscup-Sieger: 2017
- Mekong Club Championship: 2017

Yokohama F. Marinos
- Japanischer Meister: 2019

### Nationalmannschaft
Thailand U23
- Südostasienspiele: 2013

Thailand
- Southeast Asian Games: 2016
- King’s Cup: 2016, 2017
- Südostasienmeisterschaft: 2016, 2021, 2022

## Auszeichnungen
Thai League
- Spieler des Jahres: 2013, 2022
- Best XI: 2021/22